# Bodzentyn
Bodzentynⓘ é uma cidade no sudeste da Polônia. Pertence à voivodia de Santa Cruz, no condado de Kielce, sede da comuna urbano-rural de Bodzentyn.
Estende-se por uma área de 8,7 km², com 2 079 habitantes, segundo o censo de 31 de dezembro de 2024, com uma densidade populacional de 240 hab./km².
Historicamente, Bodzentyn está localizada na Pequena Polônia, na antiga Terra de Sandomierz. Possuiu os direitos de cidade de 1355 a 1870 e novamente a partir de 1994. Uma cidade governamental da Polônia do Congresso, estava localizada em 1827 no condado de Szydłowiec, distrito de Opoczno da voivodia de Sandomierz. De 1975 a 1998, a cidade pertenceu administrativamente à voivodia de Kielce. Era propriedade dos bispos de Cracóvia.
A cidade é a sede da paróquia de Santo Estanislau, o Mártir. Na estrutura da Igreja Católica de Rito Latino, a paróquia pertence à metrópole de Cracóvia, à diocese de Kielce e à forania de Bodzentyn.
É um centro de serviços e turismo. Está situada nas montanhas Świętokrzyskie, aos pés da cordilheira Klonowski, no rio Psarka (bacia do rio Kamienna). A administração do Parque Nacional Świętokrzyski está sediada aqui. A Sociedade de Amigos de Bodzentyn é ativa na cidade.
Bodzentyn é um entroncamento rodoviário local. As estradas provinciais n.º 751 (Ostrowiec Świętokrzyski — Suchedniów) e n.º 752 (Górno — Rzepin Pierwszy) se cruzam aqui. O pequeno rio Psarka, um afluente do Świślina, flui pela cidade.

## História

### Origem
Bodzentyn foi fundada em 1355 nas terras do vilarejo de Tarczek, que foi o centro das propriedades do bispo durante os séculos XII e XIII. O bispo Bodzęta recebeu do rei Casimiro, o Grande, o privilégio de fundar a cidade conforme a Lei de Magdeburgo. A cidade tornou-se o centro-chave da propriedade dos bispos de Cracóvia.
Em 1292, o polêmico bispo de Cracóvia, Paweł de Przemankowo, morreu em Bodzentyn.
Em 1365, o bispo Florian de Mokrsk ergueu um castelo aqui e cercou a cidade com muros defensivos. Em 1380, Jan Radlica fundou a igreja da Santa Cruz em Bodzentyn. Em 1410, o rei Ladislau II Jagelão, que estava em uma expedição contra os Cavaleiros Teutônicos, parou aqui. O rei chegou aqui em 19 de junho, vindo de Łysa Góra, e permaneceu por dois dias na corte do bispo, recebendo enviados dos duques da Pomerânia. Pouco tempo depois, a cidade foi destruída por um incêndio. Por causa disso, em 1413, o bispo Wojciech Jastrzębiec ganhou um novo privilégio de Jagelão, no qual o rei confirmou a lei de Magdeburgo.
Em 1412, Piotr Wysz ampliou as posses de Bodzentyn em cerca de uma dúzia de łans. Ao mesmo tempo, a vizinha Tarczek, que havia perdido uma parte considerável de sua área para Bodzentyn, foi rebaixada à categoria de vila. O bispo Wysz concedeu a Bodzentyn o direito de cortar madeira e pastorear gado, direitos exclusivos de comércio de sal e carne e o monopólio da fabricação de bebidas alcoólicas em um raio de uma milha. O bispo inaugurou um mercado e duas feiras em Bodzentyn.

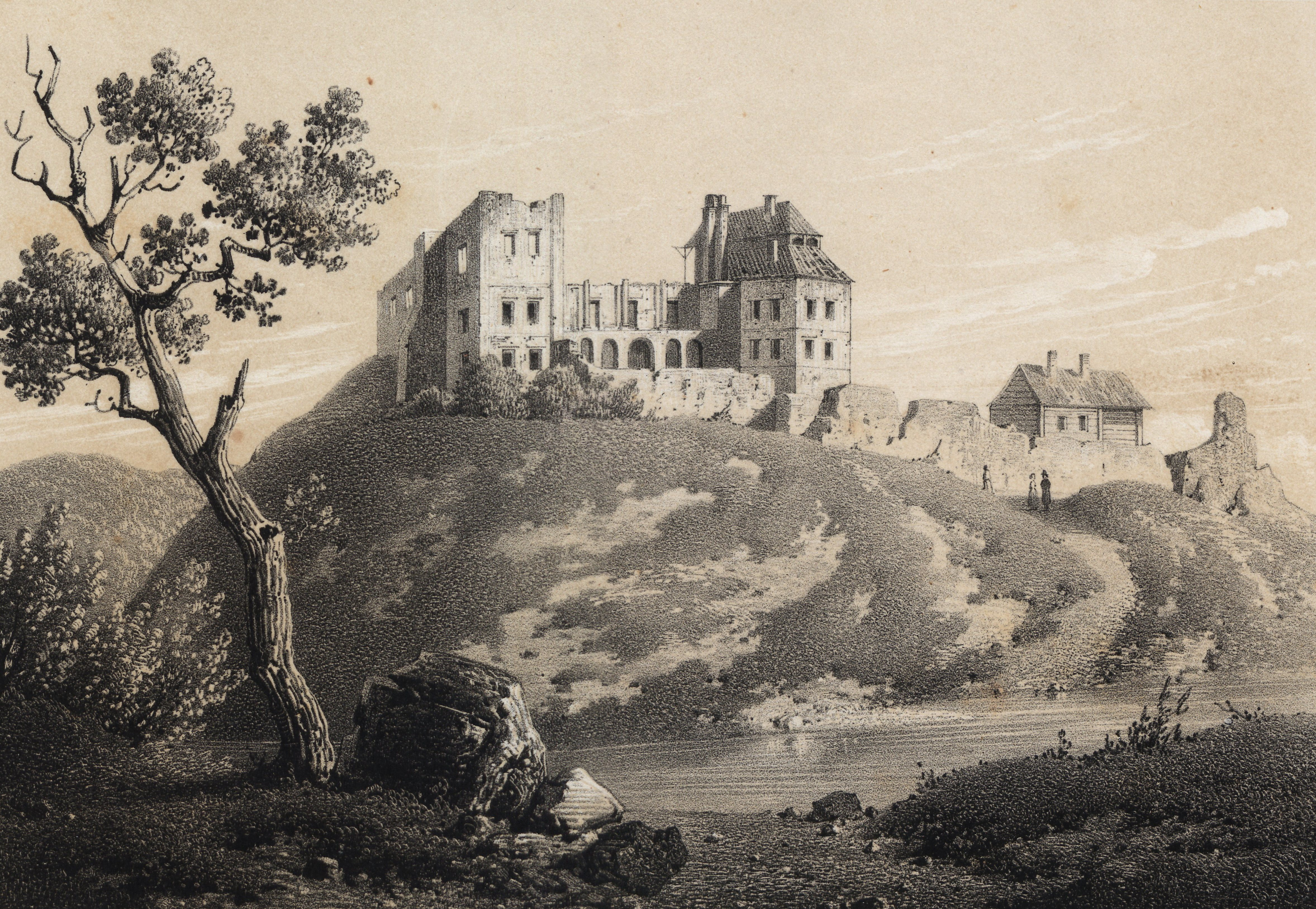
Litografia do Castelo de Bodzentyn, 1856-1859

### Séculos XV-XVII

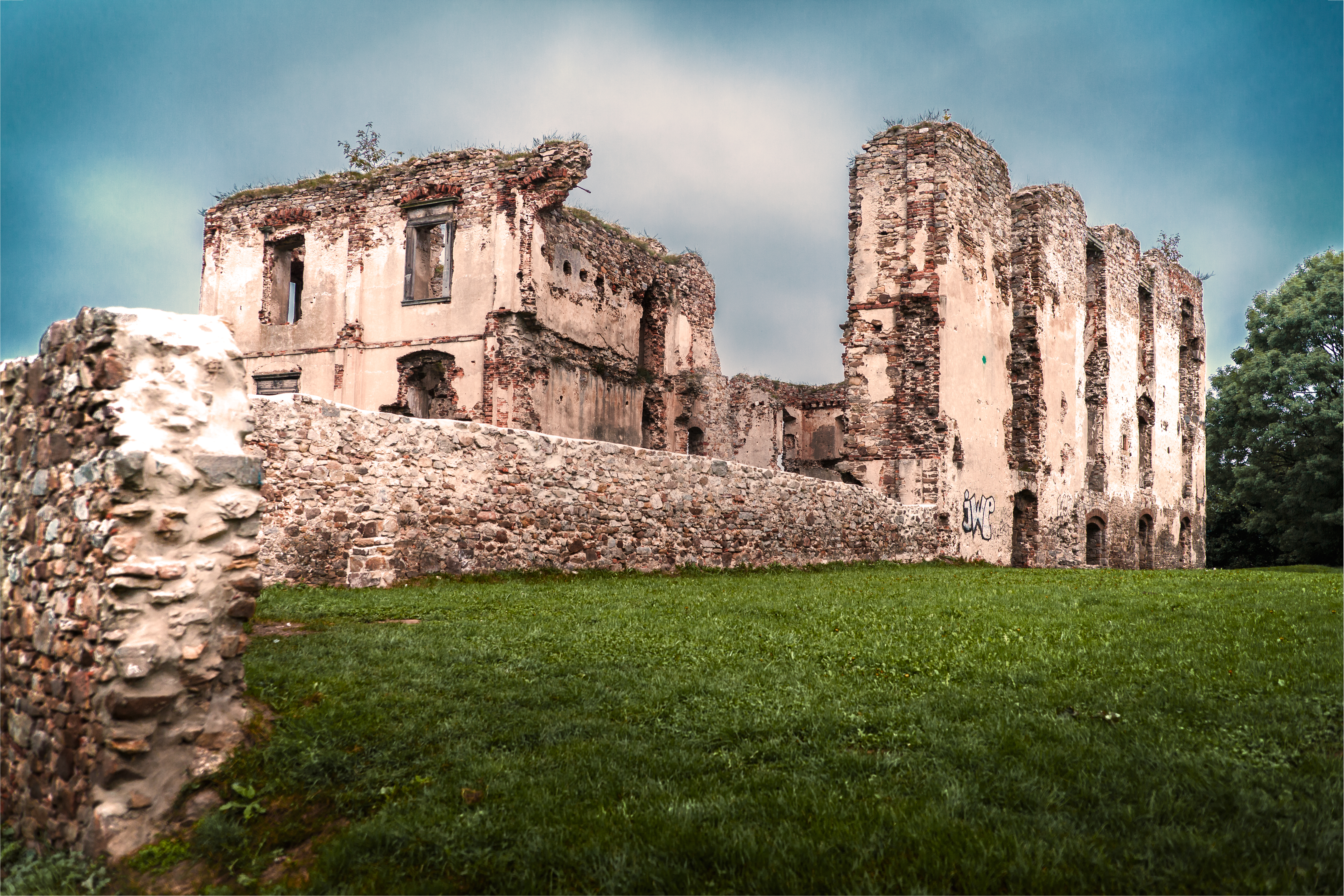
Ruína do Castelo dos bispos da Cracóvia

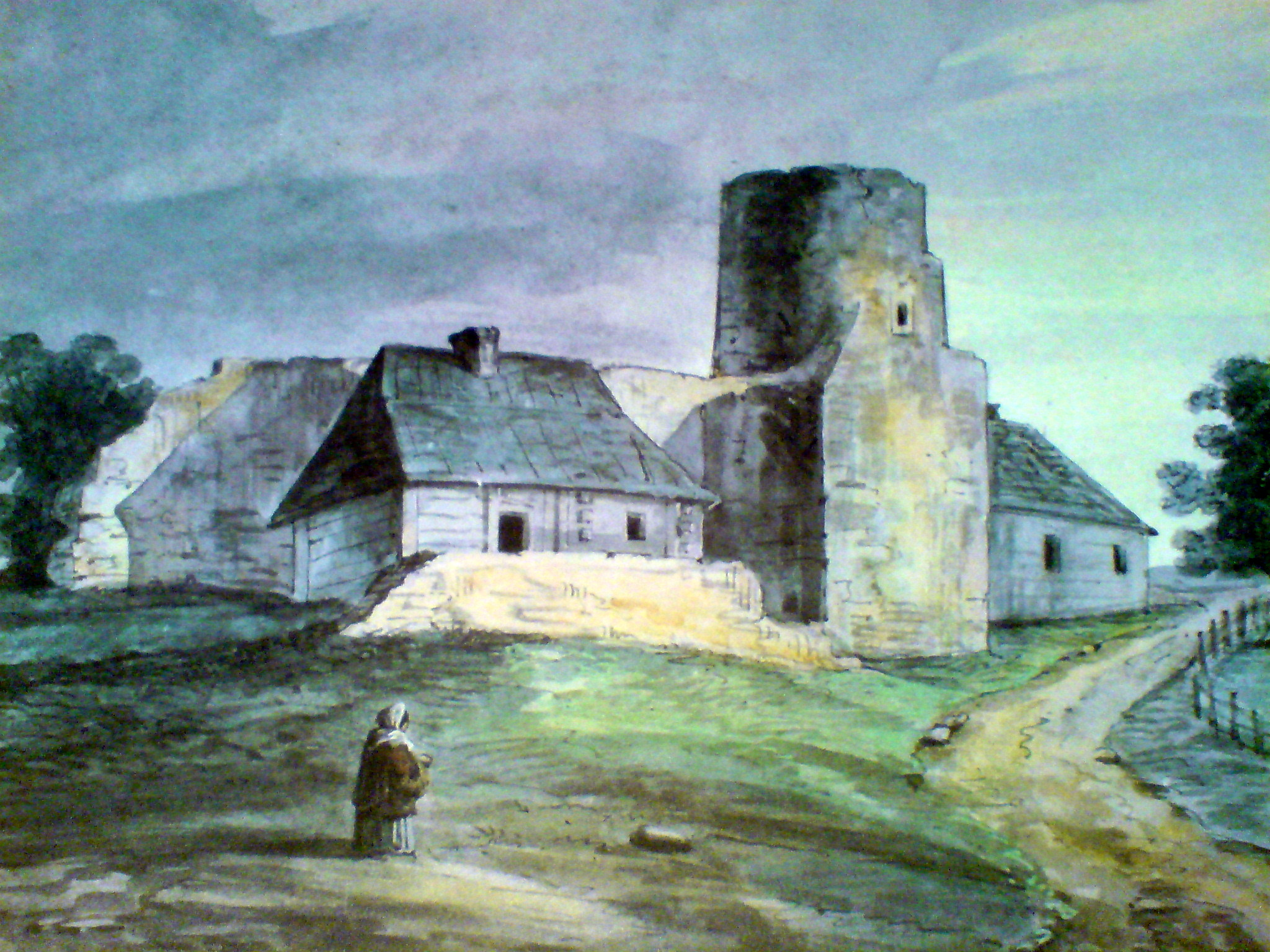
Torre da cidade na parte sul da cidade, século XIX

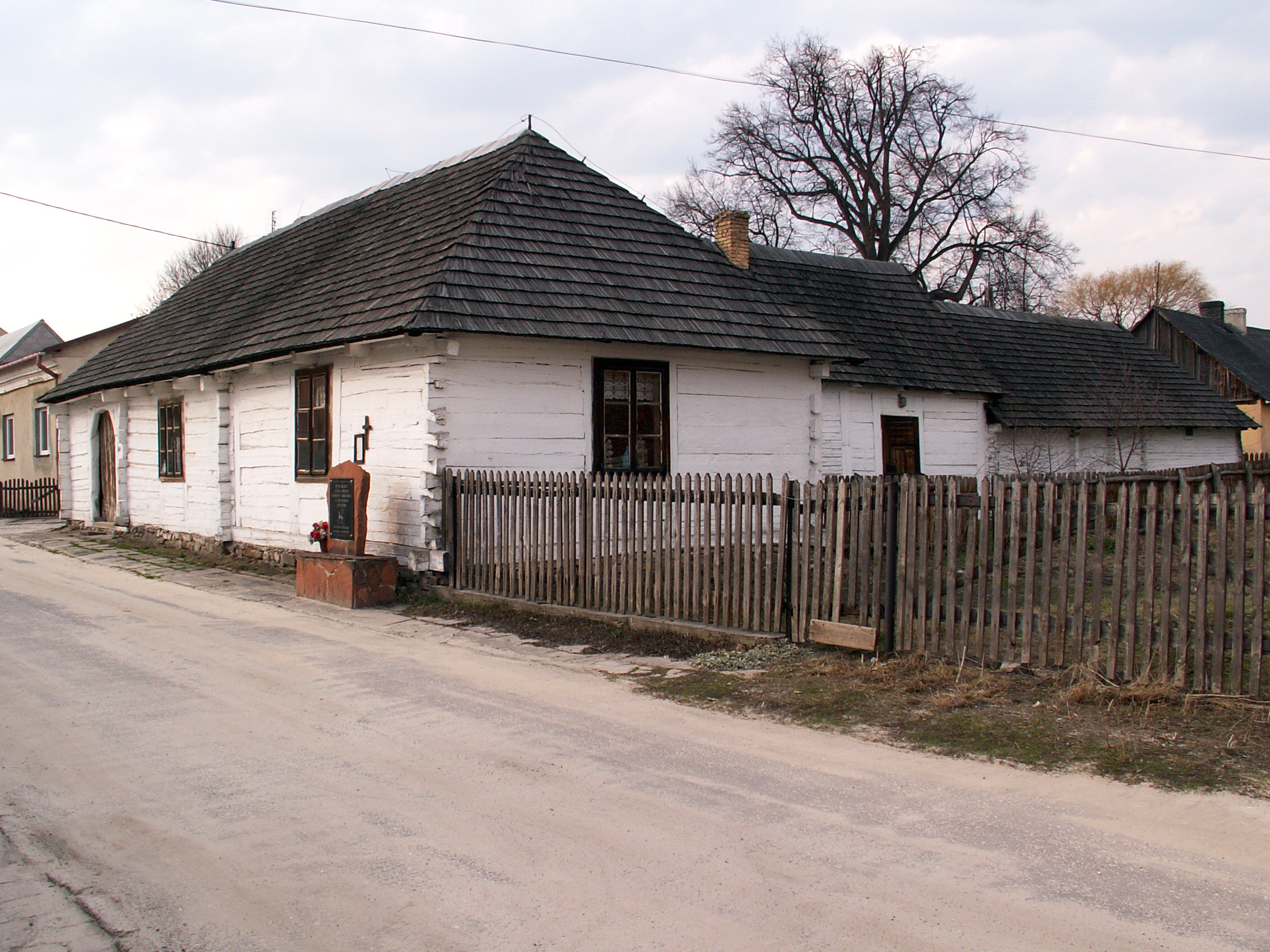
Casa de fazenda histórica da família Czernikiewicz de 1809

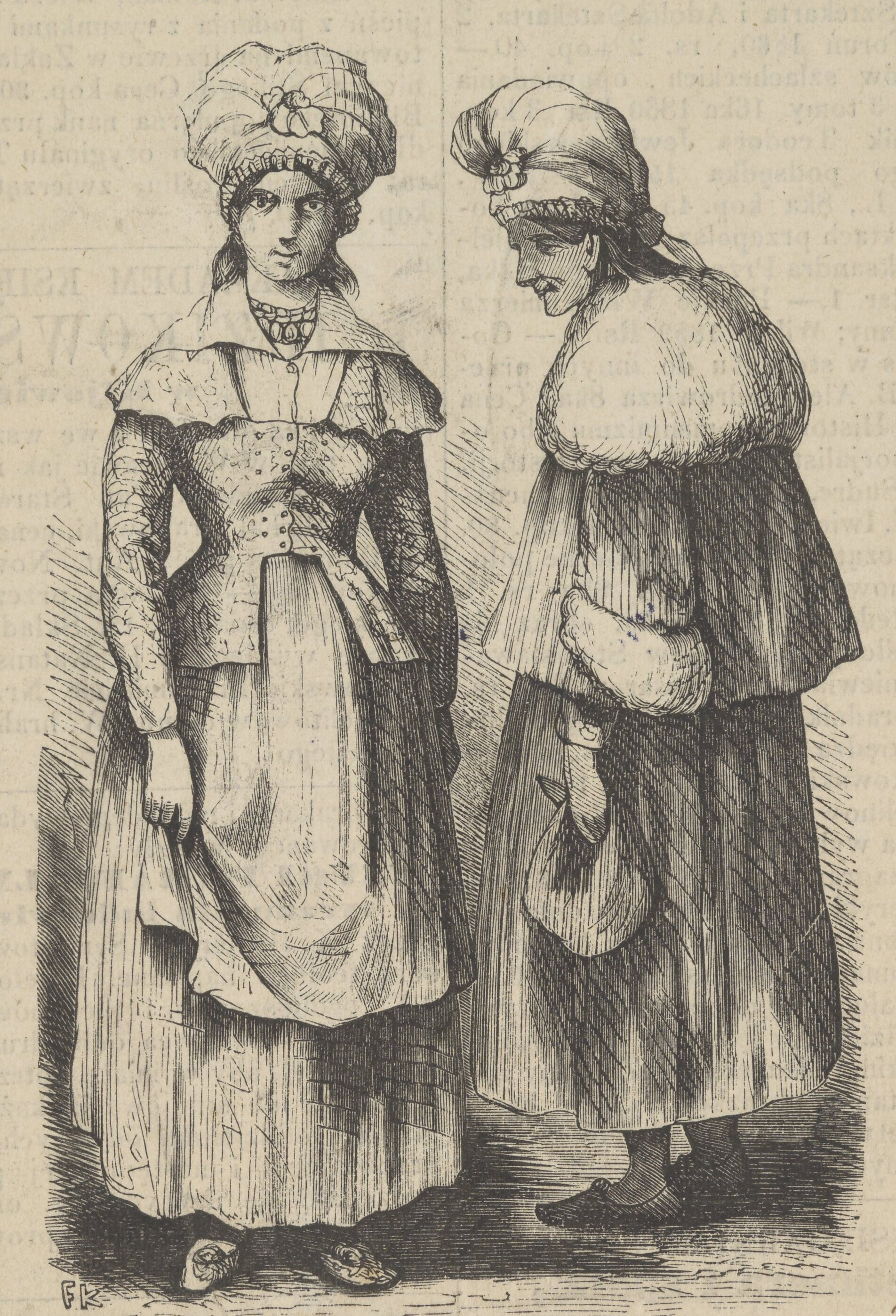
Burguesia em Bodzentyn, 1872

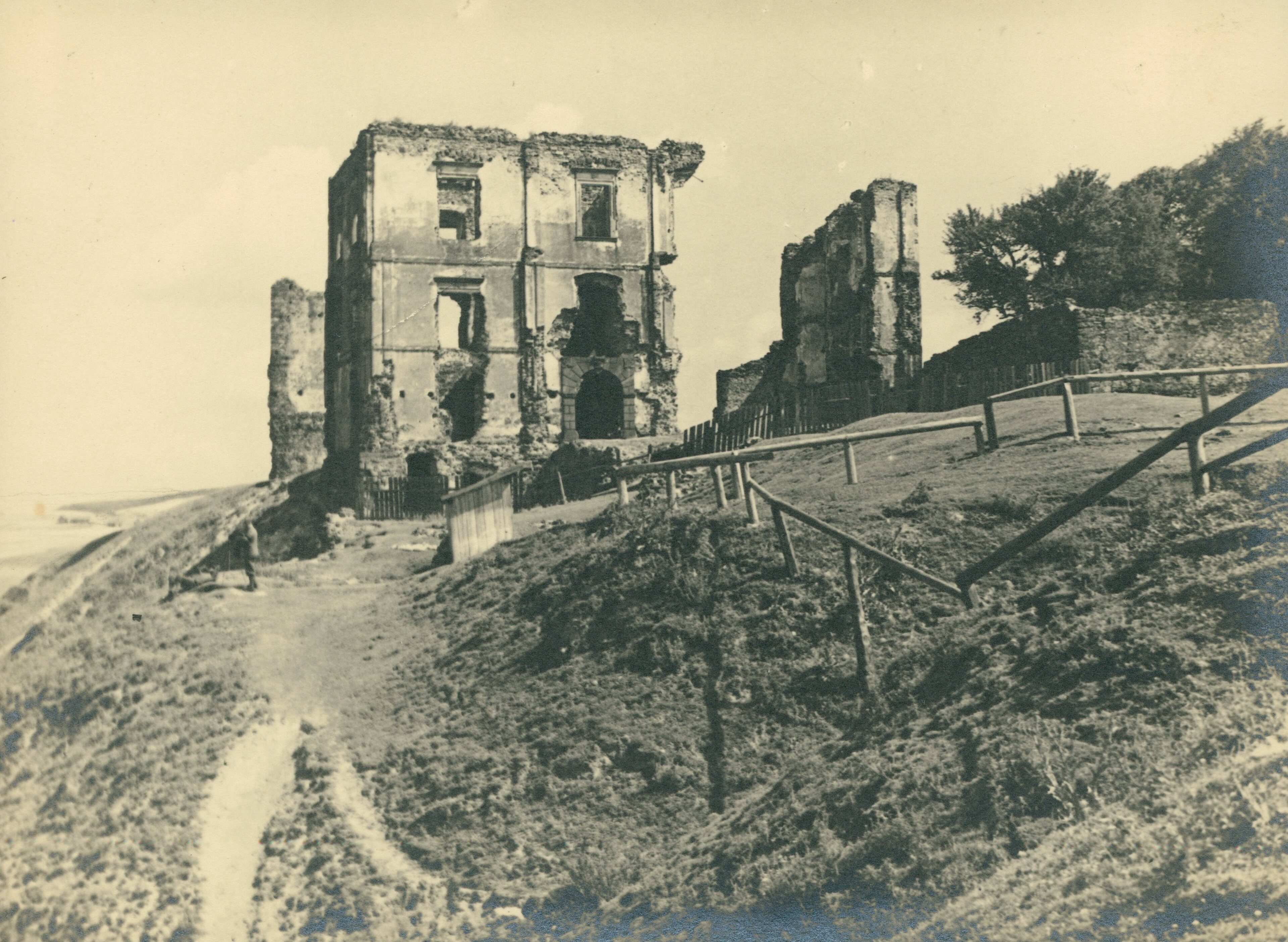
Castelo em Bodzentyn, antes de 1939

Os privilégios reais de 1468 e 1698 aumentaram o número de feiras para seis. Em 1533 e 1575, Bodzentyn recebeu privilégios que a isentavam de taxas de entrada e passagem. Entre outras coisas, foi isento do imposto sobre o sal em Wiślica. Nos anos: 1430 (ou 1420)), 1510, 1548, 1601 e 1637, foram fundadas guildas de sapateiros, ferreiros, alfaiates, costureiros e açougueiros. Os representantes dos ofícios menos numerosos eram afiliados à guilda dos ferreiros ou à guilda “Grande”, fundada em 1494. Em 1645, a cidade tinha 14 ferreiros, 5 serralheiros e um número considerável de artesãos de outras profissões.
Em 1450, Zbigniew Oleśnicki fundou uma igreja colegiada gótica em Bodzentyn. Na segunda metade do século XVI, o castelo de Bodzentyn foi reconstruído em uma residência palaciana. Ao mesmo tempo, foi construído um segundo mercado. A cidade também recebeu um sistema de abastecimento de água e uma casa de banhos, construídos graças aos esforços do prefeito Jan Kolk.
De Bodzentyn veio Jakub Janidło, nascido em 1570, três vezes reitor da Academia de Cracóvia em 1614–1619. O secretário real, bispo e acadêmico Franciszek Krasiński viveu e morreu em Bodzentyn em 1577. Foi também aqui que o Grande Chanceler da Coroa, Jakub Zadzik, terminou sua vida em 17 de março de 1642.
A partir de 1640, Bodzentyn enviou um candidato para estudar licenciatura em Artes na Academia de Cracóvia. Após receber sua educação, ele foi empregado na escola local. Em 1670, uma espaçosa prefeitura com uma torre alta e um relógio foi erguida em Bodzentyn. O fundador do magnífico edifício foi o bispo Andrzej Trzebicki. A partir de 1692, a cidade teve uma fundação de Jan Łuczkiewicz que apoiava artesanato, professores e estudantes. Na época da Reforma Protestante, era a sede do tribunal do bispo, que lidava com casos de desvio da fé católica.
Durante o Dilúvio Sueco, a cidade sofreu poucos danos. Pouco tempo depois, no entanto, foi afetada por desastres naturais, o que causou uma diminuição da população. Entre 1662 e 1663, Bodzentyn tinha 134 casas e cerca de 850 habitantes. Em 1674, já era habitada por apenas cerca de 540 pessoas.

### Séculos XVIII-XIX
Nos séculos XVIII e XIX, Bodzentyn tornou-se um centro industrial local. As forjas funcionavam aqui, bem como uma fábrica de espelhos e porcelana. Havia fábricas de tecidos e entalhes e fábricas de tijolos na cidade. Fábricas de ferro foram instaladas na área pelo bispo Konstanty Felicjan Szaniawski, aumentando significativamente a renda da cidade.
O último dos bispos de Cracóvia a morar em Bodzentyn foi Kajetan Ignacy Sołtyk. Em 1797, sob a convenção de partição, a cidade passou para o governo. Em 1832, a prefeitura foi demolida e, em 1836, parte das muralhas da cidade com o Portão Opatowska. Segundo o censo de 1827, havia 203 casas e 1050 habitantes em Bodzentyn. Em 1833, o pintor Józef Szermentowski nasceu aqui.
A cidade se destacou pela participação ativa de seus habitantes na Revolta de Janeiro. Na noite da eclosão da revolta, Bodzentyn foi atacada por insurgentes, liderados pelos irmãos Dawidowicz. O destacamento era formado por trabalhadores das fábricas de Suchedniów. A batalha permaneceu inconclusiva, e tanto os insurgentes quanto a guarnição russa deixaram a cidade. Em 23 de janeiro de 1864, no primeiro aniversário da batalha, houve um desfile das tropas insurgentes, recebidas pelo general Józef Hauke-Bosak. O general leu a ordem de Romuald Traugutt e agradeceu a seus subordinados por sua atitude nas batalhas de Iłżą e Cisow. Em 1868, a cidade tinha uma população de 1469 habitantes, incluindo 428 judeus. Dois anos depois, como resultado de uma reforma administrativa, Bodzentyn perdeu seus direitos municipais e se tornou um assentamento. A grande maioria dos habitantes se dedicava à agricultura. O artesanato se desenvolveu em pequena escala. O comércio permaneceu inteiramente nas mãos da população judaica.

### Século XX
O início do século XX trouxe consigo um maior crescimento populacional. Em 1909, Bodzentyn já tinha 3316 habitantes permanentes, dos quais 1474 eram judeus, 9 cristãos ortodoxos e 6 protestantes. Em 20 de junho de 1917, os edifícios da vila, em sua maioria de madeira, foram consumidos por um incêndio. O telhado da igreja paroquial foi danificado. A sinagoga na rua Bożnicza foi totalmente queimada.
Segundo o primeiro censo entre guerras de 1921, o assentamento tinha uma população de 3570 e, às vésperas da guerra, 3853.
Durante a Segunda Guerra Mundial, Bodzentyn foi um forte centro do movimento partidário nas montanhas Świętokrzyskie, e muitos de seus habitantes se juntaram a unidades florestais. Eles lutaram, entre outros, sob o comando de Jan Piwnik “Ponury”. Em Wykus, a poucos quilômetros da cidade, havia uma grande base florestal de soldados do Exército Nacional. Portanto, em 1 de junho de 1943, como parte da repressão e em retaliação às atividades partidárias dos bodzentinianos, os alemães realizaram uma pacificação na cidade. Seu forte destacamento, estacionado em Święta Katarzyna, cercou a cidade ao amanhecer e revistou todas as casas e quintais. Quase todos os habitantes, com exceção das crianças pequenas, foram levados às pressas para a praça do mercado. Lá, suas identidades foram verificadas uma a uma e, usando informações dos espiões, pessoas selecionadas foram executadas com bala expansiva. Um total de 39 pessoas foram mortas na cidade naquele dia. Todas foram enterradas em uma cova comum e somente após a guerra as vítimas foram exumadas e enterradas individualmente no cemitério da paróquia.
Os ocupantes alemães criaram um gueto na cidade para os judeus de Bodzentyn, Łódź, Kielce e Płock (cerca de 700 pessoas), que tinha uma população total de cerca de 3 mil pessoas. Em setembro de 1942, durante a liquidação do gueto, seus habitantes foram levados (inclusive Dawid Rubinowicz) para a estação ferroviária de Suchedniów e de lá deportados para o campo de extermínio de Treblinka.
Em 1946, Bodzentyn tinha apenas 2100 habitantes. Após a guerra, foram construídas uma vinícola, uma fábrica de processamento de frutas, um laticínio e uma fábrica de tijolos, além de cooperativas de sapateiros e tecelões. Em 1960, Bodzentyn tinha 2970 habitantes. [6]. Nessa época, 50% da população ainda vivia da agricultura.
Em 1994, Bodzentyn recuperou seus direitos municipais perdidos.

### Linha do tempo
- 1355 — fundação da cidade pelo bispo Bodzęta de Cracóvia,
- Séculos XVI a XVIII — centro de comércio e artesanato,
- 1795 — a cidade pertence à divisão austríaca,
- 1809 — a cidade pertence ao Ducado de Varsóvia,
- 1815 — a cidade faz parte do Polônia do Congresso,
- 1863 — a batalha da Revolta de Janeiro,
- 1870 — revogação dos direitos da cidade,
- 1939–1945 — ocupação alemã, gueto
- 1994 — restabelecimento dos direitos da cidade

## Toponímia

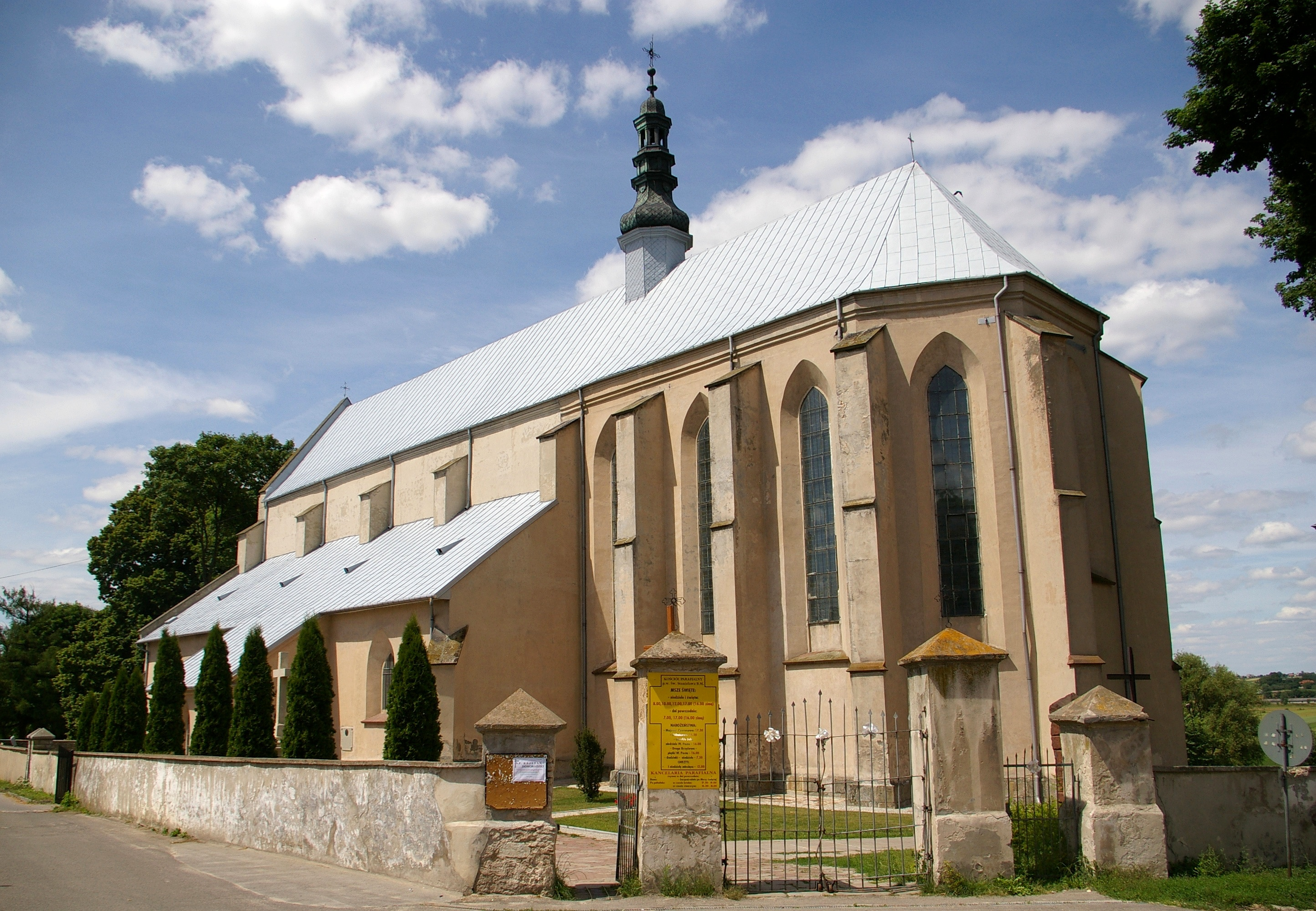
Igreja paroquial da Assunção da Bem-Aventurada Virgem Maria e Santo Estanislau, datada de 1440

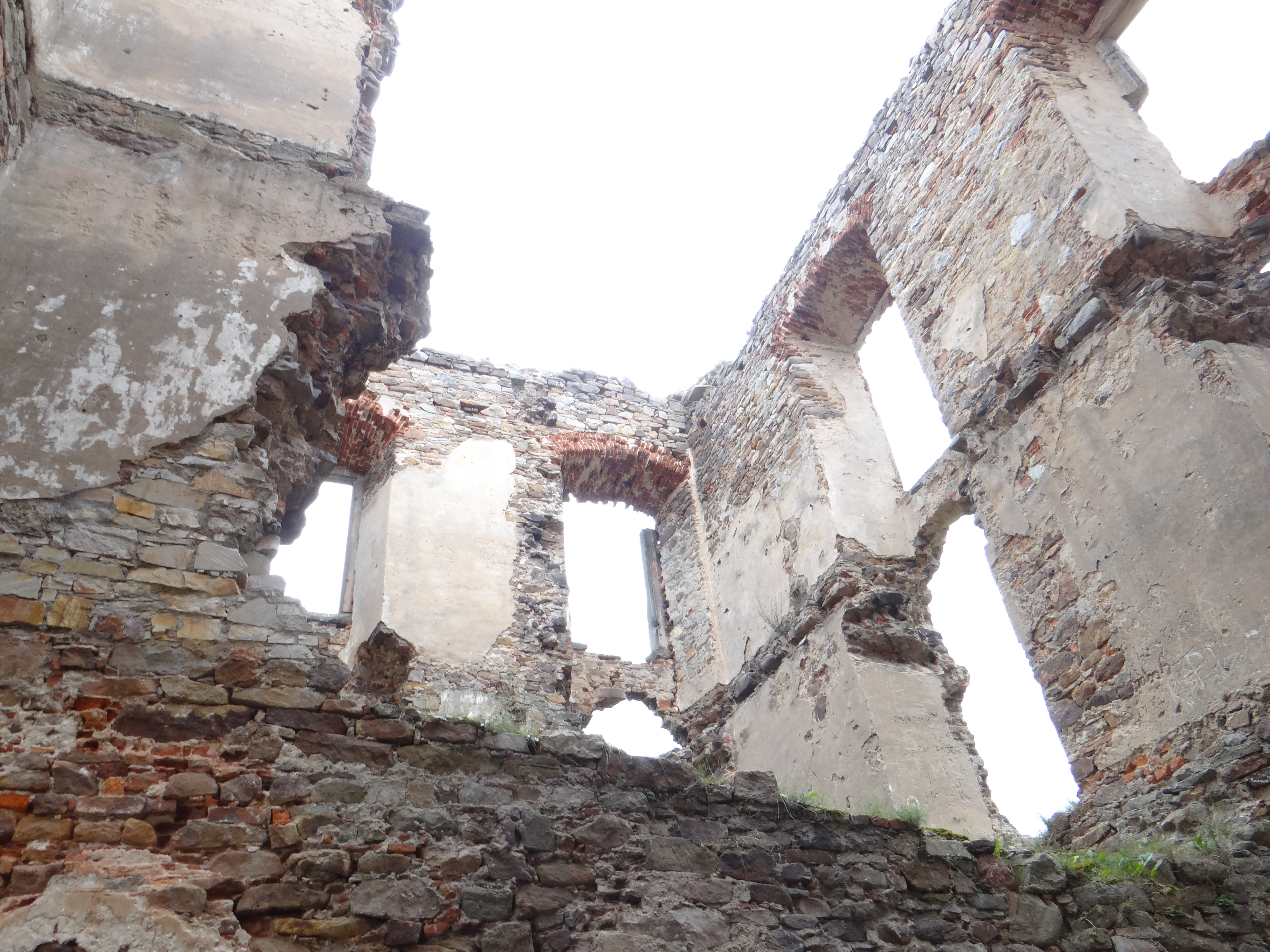
Ruínas do castelo do bispo, vista do interior

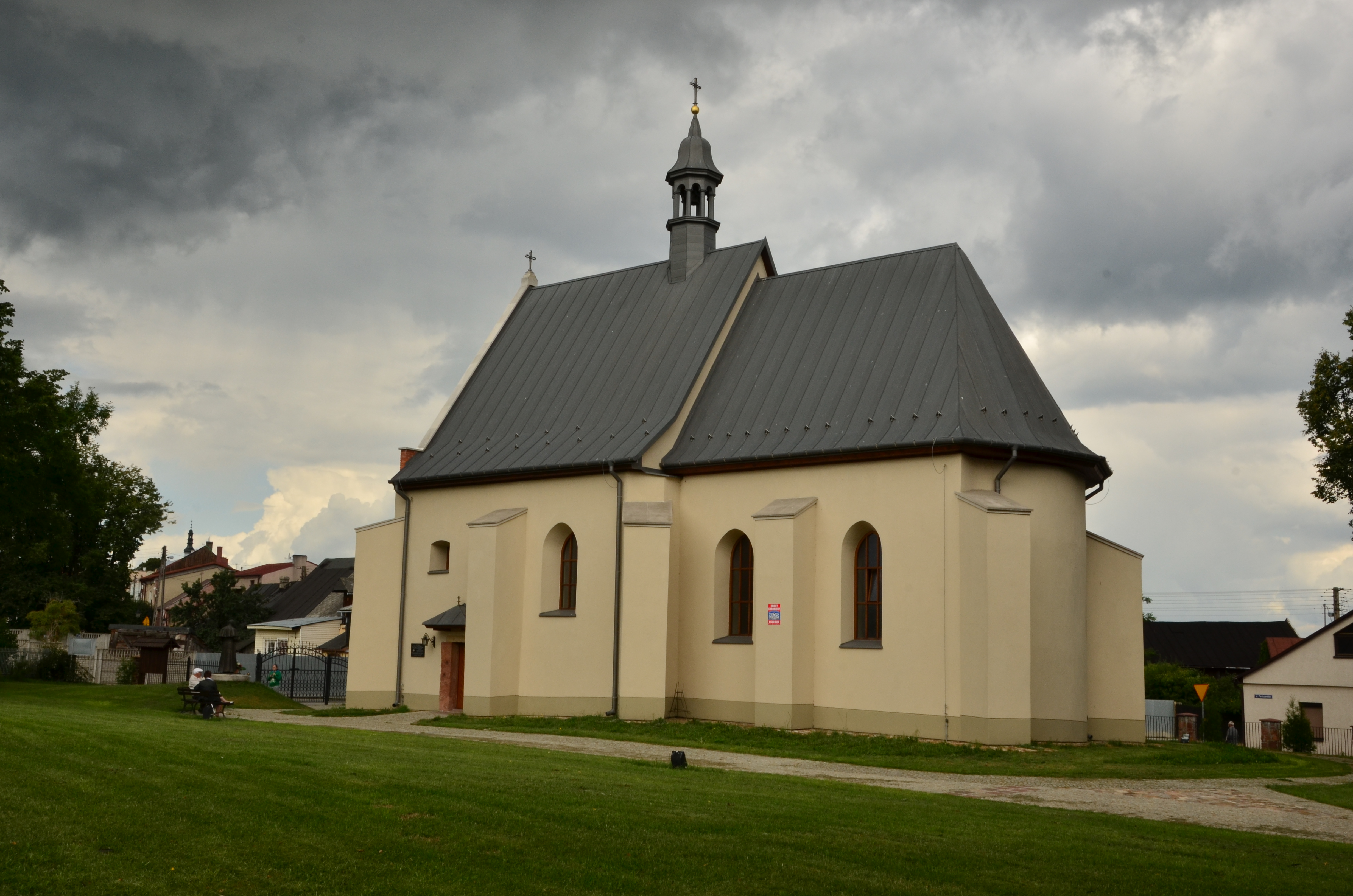
Igreja do Espírito Santo

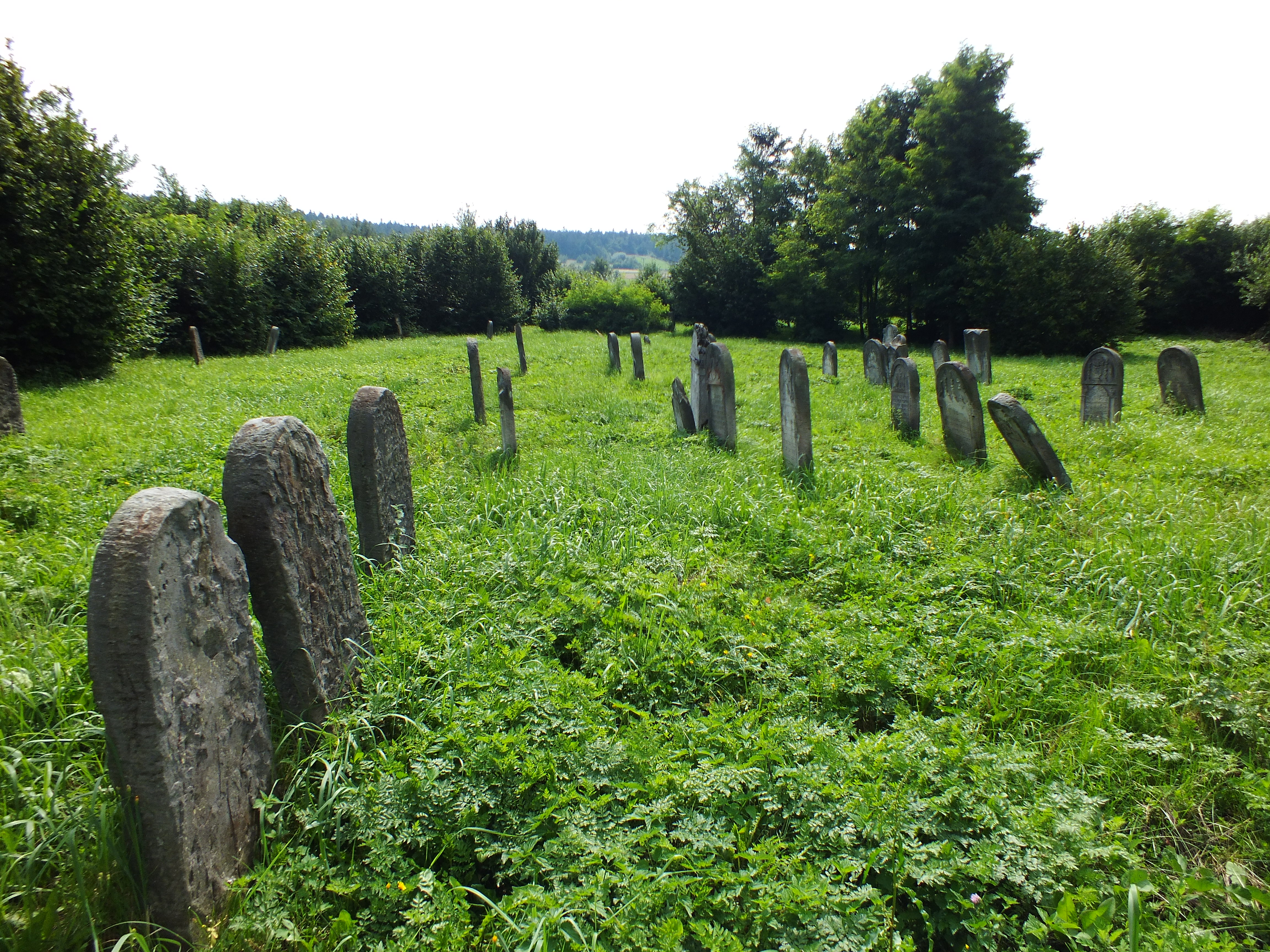
Cemitério judaico

No século XIV, a cidade recebeu o nome de Bodzęcin, em homenagem ao seu fundador, o bispo Bodzęta (Bodzanta). O nome moderno foi adotado como resultado da grafia de documentos latinos (Bodzentin em 1439). No dialeto popular, o nome Bozecin persiste. No final do século XIX, formas variantes estavam em uso: Bożęcin e Borzęcin.

## Demografia
Conforme os dados do Escritório Central de Estatística da Polônia (GUS) de 31 de dezembro de 2024, Bodzentyn é uma cidade muito pequena com uma população de 2 079 habitantes (29.º lugar na voivodia de Santa Cruz e 856.º na Polônia), tem uma área de 8,7 km² (29.º lugar na voivodia de Santa Cruz e 674.º lugar na Polônia) e uma densidade populacional de 240 hab./km² (28.º lugar na voivodia de Santa Cruz e 812.º lugar na Polônia). Entre 2002–2024, o número de habitantes diminuiu 9,8%.
Os habitantes de Bodzentyn constituem cerca de 0,98% da população do condado de Kielce, constituindo 0,18% da população da voivodia de Santa Cruz.
| Descrição                         | Total      | Total   | Mulheres   | Mulheres | Homens     | Homens  |
| --------------------------------- | ---------- | ------- | ---------- | -------- | ---------- | ------- |
| unidade                           | habitantes | %       | habitantes | %        | habitantes | %       |
| população                         | 2 079      | 100     | 1 017      | 48,9     | 1 062      | 51,1    |
| área                              | 8,7 km²    | 8,7 km² | 8,7 km²    | 8,7 km²  | 8,7 km²    | 8,7 km² |
| densidade populacional (hab./km²) | 240        | 240     | 117,4      | 117,4    | 122,6      | 122,6   |

## Monumentos históricos
- Igreja paroquial da Assunção da Bem-Aventurada Virgem Maria e Santo Estanislau, o Bispo, gótica de 1440–1452[21]
  - Retábulo da Catedral de Wawel da primeira metade do século XVI
  - Tríptico de Bodzentyn de 1508
  - Igreja e a torre do sino do século XVII, reconstruída em 1848, o cemitério da igreja, o muro com o portão do século XIX constituem um complexo inscrito no registro de monumentos imóveis[22]
- Ruínas do castelo dos bispos de Cracóvia, erguido no século XIV por Florian de Mokrsk e reconstruído no século XIV[22]
- Igreja do Espírito Santo do século XVII:[23] o prédio de tijolos foi erguido no local de uma igreja de madeira do século XV. A igreja foi destruída por incêndios em 1619 e em 1917.[12] No início do século XXI, ela foi reconstruída e a consagração da igreja ocorreu em 23 de maio de 2010.[24] Há tílias ao lado da igreja — monumentos da natureza.[12] Listada no registro de monumentos.[22]
- Complexo de edifícios urbanos de madeira[22] entre eles:
  - Residência Czernikiewicz de 1809 — uma filial do Museu da Vila de Kielce com coleções etnográficas.
- Traçado arquitetônico, típico de cidades medievais, com um plano regular com duas praças de mercado e remanescentes das antigas fortificações da cidade do século XIV[25][22]
- Casas geminadas e casas com corredores transitáveis dos séculos XVIII e XIX.
- Cemitério paroquial com uma sepultura simbólica dos insurgentes da Revolta de Janeiro, fundada em 1917 pela comuna e pelo Círculo de Macierz Szkolny. O cemitério também contém uma vala comum e um monumento às 39 pessoas baleadas em 1 de junho de 1943.[12][22]
- Restos das muralhas da cidade da segunda metade do século XIV[22]
- Cemitério de guerra da Primeira Guerra Mundial na rua Suchedniowska[22]
- Cemitério judaico[22]
- Centro de artes populares (tecelagem)

## Turismo
A  trilha de caminhada azul E. Woloszyn de Wąchock a Cedzyna, a  trilha de caminhada verde de Starachowice a Łączna e a  ciclovia vermelha de Cedzyna a Nowa Słupia passam pela cidade.

## Esportes
A cidade tem um clube de futebol, o Łysica Bodzentyn, fundado em 1948.